# Eugenia Furmaniak
Eugenia Furmaniak (ur. 14 grudnia 1909 w Leźnicy Małej w powiecie łęczyckim, zm. 1 marca 1988 w Bydgoszczy) – polska nauczycielka i działaczka polityczna, posłanka na Sejm PRL I kadencji.

## Życiorys
Po ukończeniu Seminarium Nauczycielskiego w Łodzi pracowała w zawodzie (przez pewien okres była bezrobotna). W styczniu 1940 przeprowadziła się do Skierniewic, gdzie zaangażowała się w działalność konspiracyjną, kolportując czasopismo „Sierp i Młot”. W obawie przed aresztowaniem wyjechała na Wschód i osiedliła się w Lubartowie. W 1945 powróciła do Łodzi, pracowała jako nauczycielka, a w 1948 ukończyła Wyższe Kursy Nauczycielskie. Od 1948 zamieszkała w Bydgoszczy, gdzie pełniła m.in. obowiązki wiceprzewodniczącej Prezydium Miejskiej Rady Narodowej (od 1950), a także przewodniczącej Powiatowego i Miejskiego oraz Wojewódzkiego Komitetu Stronnictwa Demokratycznego (1952–1956). W wyborach w 1952 uzyskała mandat posłanki na Sejm I kadencji z okręgu Bydgoszcz. Zasiadała w Komisji Gospodarki Komunalnej i Mieszkaniowej. Po zakończeniu pracy parlamentarnej pracowała w pionie ideologicznym Frontu Jedności Narodu. Była również działaczką Ligi Kobiet oraz Towarzystwa Przyjaźni Polsko-Radzieckiej. Oceniana krytycznie przez lokalny aktyw SD nie została wystawiona jako kandydatka do Wojewódzkiej Rady Narodowej w Bydgoszczy w wyborach w 1958. 
Została odznaczona Odznaką „Zasłużonemu Działaczowi Stronnictwa Demokratycznego”. Zmarła w 1988, została pochowana na cmentarzu na Bielawkach.